# Aciphylla traillii
Aciphylla traillii là một loài thực vật có hoa trong họ Hoa tán. Loài này được Kirk mô tả khoa học đầu tiên năm 1884.